# Lutz Ludwig Kramer
Lutz Ludwig Kramer (* 14. Januar 1954 in Potsdam) ist ein deutscher Musiker, Sänger, Gitarrist, Schauspieler und ehemaliger Kommunarde der Kommune I.

## Leben
Kramer wurde als Sohn des Schauspielers und Musik- und Filmproduzenten Kurt Kramer und der Opernsängerin Edita Weiss in Potsdam geboren und wuchs in West-Berlin auf. Mit drei Jahren trat er bereits in Filmen auf, um 1967 in einer größeren Filmrolle, im ARD-Film „Die Klasse“ unter Regie von Wolfgang Staudte, mitzuwirken. Ab 1959 erhielt er klassischen Klavierunterricht.
1965 gründete er als Sänger und Gitarrist seine erste eigene Gruppe „The Ugly Things“, benannt nach seinen Vorbildern The Pretty Things. Inspiriert wurde er u. a. auch durch die Lokalband „The Safebreakers“ um den Sänger Udo Arndt und Lukas Dammer, Kramers ersten Gitarrenlehrer.
Ende 1966 war er Gründer der Gruppe „The Agitation“, später Agitation Free, die er mit Christopher Franke, Michael „Fame“ Günther, Lüül und ab Oktober 1967 Michael „Micki“ Duwe in der Siedlung Eichkamp gründete. Parallel zur aufkommenden psychedelischen Musik wandte sich die Gruppe der freien Improvisation zu, die sie durch Kramers damaligen Gitarrenlehrer, den Jazzgitarristen Johannes Rediske, kennenlernten.
Für Kramer wurde „der musikalische Neubeginn nicht nur von einer künstlerischen, sondern im Zuge der politischen Orientierungssuche der Zeit auch gesellschaftskritischen Komponente getragen.“ Dies manifestierte sich in der Wahl des Gruppennamens Agitation Free (Frei von Agitation). Er schloss sich der Kommune I an, da die Kommunarden den „experimentellen Spacerock von Agitation Free liebten und der Band einen Übungsraum in ihrem Haus anboten.“
Agitation Free mit Frontmann Kramer wurde bald zum „musikalische Lautsprecher der radikalen Linke in Berlin“, wie dem Zentralrat der umherschweifenden Haschrebellen, da sie „Veränderung jetzt und sofort wollten“ Kramer setzte diese Haltung auch um und verweigerte sich Aufnahmen, die u. a. im „Beatstudio“ von Thomas Kessler in der Pfalzburger Straße 32, Berlin-Wilmersdorf gemacht wurden mit der Begründung „Ich brauche keine Konserven, ich spiele fürs Hier und jetzt.“
Schon 1969 drehte die SFB/Berliner Abendschau, ARD, einen Beitrag über das Beatstudio. Die Kommentare waren fast schon wegweisend über die noch sehr jugendliche Avantgarde-Band Agitation free mit seinen Gründungsmitgliedern Ludwig Kramer, später Walpurgis und Christopher Franke, kurz danach 18 Jahre lang Tangerine Dream. „Sie bemühen sich in der Weiterführung des Beat, die sie in der Elektronik sehen... Weiter ist das nichts.“ Später produzierten Bands wie Nina Hagen, Ideal, Neonbabies oder auch Rammstein ihre ersten Alben hier.
Krenz bezeichnet Agitation Free mit Frontmann Kramer als Elektronikmusiker der ersten Stunde. Gruppen wie Agitation Free brachten einen neuen und sehr experimentellen Stil in die deutsche Popmusik ein, der später unter dem Begriff „Krautrock“ vermarktet wurde. Unter Kramers Leitung griffen Agitation Free zwar „das musikalisch-visuelle Konzept von Pink Floyd auf, schufen durch ihre Fähigkeit zur Improvisation jedoch einen eigenen Sound.“
Der Tagesspiegel schrieb damals unter dem Titel „Rausch, Aggression und Laissez Faire“ über einen Auftritt von Agitation Free mit Kramer als Frontmann „Im Konzert in der TU unterhielten die Gruppen Agitation Free und die Gruppen Tangerine Dream und Amon Düül über Stunden sich ausdehnende Klangprozesse, die in ihrem Repitionszwang an die ritualen musikalischen Modelle exotischer Volksstämme erinnerten. Optisch wurde die Atmosphäre aggressiv aufgeladen durch Filme, in denen beispielsweise Mehlwürmer in einer Art „Aquarium-Auschwitz“ zappelten… Setzt man allerdings die Werke der musikalischen Avantgarde als Maßstäbe musikkritischer Reflexion ein, dann müssen die improvisierten musikalischen Prozesse notwendig wie Formulierungen eines anachronistisch in Recht gesetzten neuen Steinzeitalter erscheinen. Das Repertoire an klopfenden und schlagenden musikalischen Gesten, an Geräuschbändern, der gänzliche Mangel an formalen musikalischen Konzeptionen, haben strikt barbarische Züge. Es scheint indes unbillig, nicht zur Kenntnis nehmen zu wollen, dass es im Augenblick weniger darauf ankommt, Meisterwerke zu schreiben, als Summen der Epoche – und wer könnte sie formulieren? –, sondern Formen der Kommunikation zu finden, in denen diese Gesellschaft sich repräsentiert findet. Werke, wenn ihre Zeit gekommen ist, werden sich einstellen. Der Gruppe „Neue Musik Berlin“ ist für eine Initiative zu danken, in der sie bescheiden zurücktrat, lediglich arrangierende Funktionen übernahm. Wer wollte, der konnte in diesen sechs Tagen Erfahrungen machen, deren Folgen für das Musikleben kaum ausdenkbar sind. Mehr und Interessanteres ist von einer Konzert-Reihe kaum zu erwarten.“
Agitation Free-Auftritte im Zodiak Club am Halleschen Ufer, in dem eine „anarchistische Grundhaltung“ vorherrschte, glichen Musikhappenings, die „bewusstseinserweiternd und bewusstseinserweitert, psychedelisch, andere Erlebnisweisen erschlossen… und emotional das Erworbene und Gewohnte in Frage stellte“ bei denen die Grenzen zwischen Publikum und Gruppe sich auflösten. Instrumente wurden verteilt, so dass Publikum und Künstler zu einer Einheit verschmolzen."
Musikalisch war Agitation Free in dieser Phase unangepasst, “laut, geräuschvoll, hässlich und sehr Punk-ähnlich” während für Kramer „das Herausschreien auf teilweise verstimmten Instrumenten ein musikalischer Ausdruck dieser Zeit war, dem Punk nicht unähnlich. Das Aufbrechen von Songstrukturen, wie wir das betrieben haben: das war politisch“.
Kramer verstand sich nicht nur politisch als Freigeist und spielte u. a. mit den embryonalen Ton Steine Scherben um Rio Reiser, Tangerine Dream, Guru Guru, Can und Amon Düül II.
Im Frühjahr 1970 verließ Kramer aus musikalischen Gründen Agitation Free (u. a. lehnte er den Einsatz von Synthesizern ab) Er stieg bei der Gruppe Walpurgis ein, die eine „Mischung aus Westcoast Rock und psychedelischem Rock romantischer Prägung mit langen Improvisationen basierend auf Gitarren sowie Orgel- und Klavierparts“ spielten, in der Kramer seine Singer-Songwriting-Qualitäten einbringen konnte.
Nach der Auflösung der Kommune I ging Kramer nach Thailand, wo er sich mit dem buddhistischen Glauben beschäftigte und u. a. als Händler für Kunsthandwerk arbeitete. 1978 kehrte er nach Deutschland zurück und ließ sich in Griesheim nieder.
Er arbeitete für das ESOC, bevor er den Beruf des Altenpflegers ergriff. Durch Weiterbildung qualifizierte er sich als Dozent für Pflegeberufe, leitete eine Altenpflegeschule in Frankfurt am Main und arbeitete als Referent für Betriebsorganisation bei der Caritas in Offenbach am Main, wo er ein Pflegeheim namens St. Ludwig für Demenzkranke leitete.
Seine Leidenschaft für Malerei, die er bereits seit den 1960ern betrieb, erwachte wieder und seine Bilder wurden u. a. im Gebäude des Bundesverfassungsgerichts in Karlsruhe ausgestellt. Darüber hinaus engagierte er sich in örtlichen Theatergruppen als Regisseur.
Eine Live-Reunion mit Agitation Free im Berliner Tränenpalast im November 1997 inspiriert ihn zum Bau eines Heimstudios und er spielte seine erste Solo-CD „Being Content“ eigenhändig, alle Instrumente spielend und singend, ein. Das Album, das 2000 erschien, weist „song-oriented progressive rock and folk-psychedelia … melodic collection of songs“ (Jerry Kranitz: Aural Innovations, deutsch: „gesangsorientierter Rock und folk-psychedelia … melodische Sammlung von Liedern“) auf. Das German Rock e. V. Magazin bescheinigte dem Album „… lupenreine frische Musik. Man könnte die Mischung Mainstream-Hippiesound nennen ... alle guten Zutaten der 70s mit Kunst und Fantasie zu einem Ohrengericht zusammengerührt, dass man gerne zulangt.“ (Kurt Mitzkatis: German Rock)
Bei einem Konzert in Griesheim 2000 anlässlich der Veröffentlichung des Albums unterstützte u. a. Manuel Göttsching, der Kramer u. a.als Einfluss auf die frühen Ash Ra Tempel nennt, an der Gitarre und Percussion.
Kramer arbeitete an einem zweiten Solo-CD Crossing The Lines, auf der ihn Manuel Göttsching, Frank Diez und Lüül unterstützen, das bis dato unveröffentlicht ist.
Im April 2016 erscheint sein Album „As we are drifting“, das er u. a. mit Johannes „Alto“ Pappert (Kraan), Axel Heilhecker (Wolf Maahn & die Deserteure, Sunya Beat) und seinem ehemaligen Bandkollegen Burghard Rausch (Agitation Free) einspielte.

## Stellenwert in der Musikhistorie
Lutz Ludwig Kramer gilt als Mitbegründer der Berliner Schule (Elektronische Musik), einer Variante elektronischer Musik, deren bekanntesten Vertreter die Gruppen Ash Ra Tempel, Agitation Free, Klaus Schulze und Tangerine Dream sind. Kramers Stellenwert in der elektronischen und improvisierten Musik in Deutschland, die später als „Krautrock“ bekannt wurde, begründet sich vor allem auf seine musikalische Pionierrolle, wobei seine künstlerische Haltung mit seinem politischen Engagement korrespondiert.

## Diskografie
- 1972: Queen of Saba (mit Walpurgis)
- 2000: Being Content (Solo)
- 2016: As we are drifting (Solo)